# Вашингтон (окръг, Илинойс)
Вижте пояснителната страница за други населени места с името Вашингтон.
Окръг Вашингтон (на английски: Washington County) е окръг в щата Илинойс, Съединени американски щати. Площта му е 1461 km², а населението – 15 148 души (2000). Административен център е град Нашвил.